# 筒賀の大銀杏

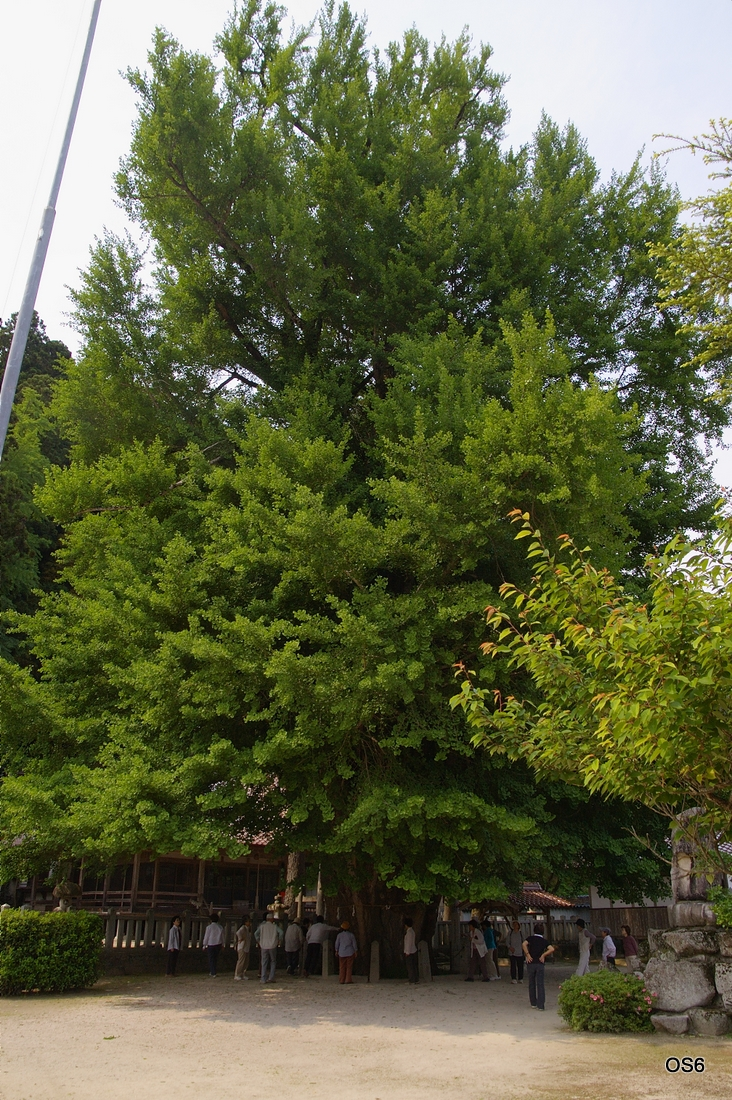
筒賀の大銀杏

筒賀の大銀杏（つつがのおおいちょう）は、広島県安芸太田町の大歳神社にあるイチョウの巨木。広島県の天然記念物に指定されている。

## 概要
高さ48メートル、周囲8.2メートルの大きさを誇る。推定樹齢1,100年で、落葉後は境内を黄色い葉が包む。

## アクセス

### 車
- 中国自動車道戸河内ICから約10分（無料駐車場あり）[2]

### 電車
- JR可部駅から車で40分。[2]